# Доброхотов, Василий Иванович
Васи́лий Ива́нович Доброхо́тов (1816—1857) — русский историк, археолог, редактор «Владимирских Губернских Ведомостей».

## Биография
Доброхотов Василий Иванович — сын протоиерея Владимирского Успенского кафедрального собора — родился во Владимире 26 июля (7 августа) 1816 году, образование получил во Владимирской духовной семинарии, окончив которую (1834), поступил на гражданскую службу в губернское правление.
Посвятив последние годы своей жизни изучению родной старины, с 1848 года Василий Иванович Доброхотов принимал деятельное участие в неофициальной части «Владимирских Губернских Ведомостей». В 1850 году определен был, из переводчиков губернского правления, начальником газетного стола и редактором губернских ведомостей, занимал эту должность до 28 апреля 1853 года, будучи достойным преемником своего предшественника, Я. Е. Протопопова.
Во «Владимирских губернских ведомостях» Доброхотов поместил около шестидесяти статей исторического, археологического и этнографического характера, кроме мелких известий о разных явлениях современной жизни местного края.
Последние годы жизни Василий Иванович, находясь в отставке, занимался изучением и описанием древностей Владимирской губернии. Скончался 4 (16) апреля 1857 года после продолжительной болезни на 41-м году жизни во Владимире. Похоронен на Князь-Владимирском кладбище.

## Литературная деятельность
В 1849 году он издал книгу: «Памятники древности во Владимире Кляземском. Соборы: Кафедральный Успенский и бывшим придворным В. К. Всеволода — Дмитриевский», за представление которой великим князьям Николаю и Михаилу Николаевичам получил благодарность и драгоценный перстень, который перед смертью пожертвовал в Успенский собор.
В 1852 году им была издана другая книга с рисунками: «Древний Боголюбов город и монастырь с его окрестностями», и за поднесение этой книги Доброхотов получил также от великого князя Николая Николаевича благодарность, золотые часы с цепочкой и серебряный стакан. В 1854 году Императорское общество истории и древностей российских, отдавая должную справедливость занятиям Доброхотова по изучению русской истории и древностей российских, признало его своим Соревнователем.